# Amen break
Amen Break lub Amen – solówka perkusyjna wykonana przez Gregory’ego Sylvestra Colemana, członka The Winstons. Jest ona uznawana za jeden z najważniejszych sampli w historii. Wywarła ogromny wpływ na takie gatunki muzyki jak hip-hop, breakbeat, drum and bass i tym podobne. Oryginalny Amen Break jest trwającym 5,20 sekundy fragmentem utworu The Winstons – Amen, Brother. Sam utwór był B-sidem singla Color Him Father wydanego w 1969. Na przestrzeni lat, wysamplowanego Amen intensywnie używano przy produkcji muzyki elektronicznej, dlatego został on okrzyknięty mianem „najważniejszego 6-sekundowego sampla w historii”. Dzięki równej, rytmicznej grze Colemana, dało się go łatwo samplować oraz przearanżować.

## Prawa Autorskie
Podobnie jak w przypadku większości sampli, posiadaczem praw autorskich, nie był sam wykonawca, G.C. Coleman, lecz Richard L. Spencer, główny kompozytor The Winstons, autor przeboju Color Him Father. Żaden z nich jednak nie otrzymał żadnego honorarium w zamian za samplowanie ich utworu. Mimo to krążą plotki, jakoby Coleman otrzymał anonimowy podarunek w postaci 1000 dolarów, jednak nigdy nie zostało to potwierdzone.
Spencer uważa utwory muzyczne oparte na breaku za „plagiatowanie” i „schlebianie”. Dwóch brytyjskich DJ-ów, Martyn Webster i Steve Theobald, założyło kampanię GoFundMe w celu zebrania pieniędzy dla Spencera. Zebrano 24 000 £.

## Sława
Utwór sam w sobie zdobył uznanie głównie w subkulturze hip-hopowej, kiedy to pracownik Downstairs Records, znany jako Breakbeat Lenny zamieścił go na swojej kompilacji Ultimate Breaks and Beats w 1986 roku. Wynajął on również Louisa Floresa, by obrobił bit przy znacznie wolniejszym tempie. Tworzyło to drażniącą różnice na tle szybkości całego utworu. Pozwoliło jednak DJ-om na rozwinięcie bitu, poprzez przełączanie 2 kopii płyty, bez konieczności odtwarzania reszty utworu. (Technika ta, została opracowana przez Kool Herca w 1974, a stała się trendem na gigantyczną skalę, kilka lat później, gdy zaczął stosować ją zaczął Grandmaster Flash). W 1987 firma E-mu wypuściła na rynek sampler SP1200, który zmienił metodę produkcji hip-hopu, z używania automatów perkusyjnych, do wykorzystywania wysamplowanych wycinków. Większość producentów samplowała perkusję właśnie z Ultimate Breaks and Beats, przez co Amen zyskało sporą popularność w latach 80. wśród społeczności hip-hopowej. Następnie dotarło do Wielkiej Brytanii i Europy, gdzie stosowane było w muzyce takiej jak breakbeat czy drum and bass.
Cztery takty (6 sekund), są szeroko stosowane jako pętle perkusyjne w breakbeat, hip hopie, breakbeat hardcore, hardcore’u techno i breakcore, drum’n’basie oraz w digital hardcore. Ze względu na Amen break, „Amen, Brother” jest najczęściej samplowanym utworem w historii muzyki, przynajmniej 6600 razy.

## Breakbeat Hardcore
We wczesnych latach 90., gdy popularność kultury rave wzrastała, Amen zaczęło pojawiać się w wielu produkcjach z gatunku Breakbeat hardcore, łączących w sobie rytmiczne linie perkusyjne i bardzo ciężkie szybkie melodie. Muzyka ta ewoluowała cały czas, a w latach 1991/1992 jej twórcy czerpali inspiracje z Reggae, miksując je z ciężkim bitem. Pojawił się styl muzyczny zwany Jungle, który w miarę rozwijania się i udoskonalania melodii, wykształcił nurt Drum and Bass. W połowie lat 90. powstało IDM (Intelligent Dance Music), gatunek eksperymentalny łączący w sobie dotychczas znane elementy muzyki elektronicznej. Luke Vibert, reprezentant tego nurtu, używał Amen niemal w każdej swojej produkcji, w silnie przekształconej formie.

## Hip hop
Amen Break użyto w wielu utworach z pogranicza gatunków, przez artystów takich jak DJ Axera, czy Gomanda, a także w wielu hip-hopowych kompozycjach, m.in. Straight Outta Compton N.W.A, lecz pierwszym przykładem użycia Amen w hip hopie było Feel Alright Y’all grupy 2 Live Crew. Zostało także wykorzystane w muzyce rockowej, przez takie zespoły jak Radiohead czy Nine Inch Nails. Znalazło miejsce nawet w podkładach programów telewizyjnych takich jak The Amazing Race czy Futurama, oraz w grach wideo, np. Need for Speed III: Hot Pursuit.

## Tabulatura i notacja
4 takty Amen wyglądają w przybliżeniu tak:
```
                   | 1 - 2 - 3 - 4 -  | 1 - 2 - 3 - 4 -  | 1 - 2 - 3 - 4 -  | 1 - 2 - 3 - 4 -  |
Crash/Ride :       | R-R-R-R-R-R-R-R- | R-R-R-R-R-R-R-R- | R-R-R-R-R-R-R-R- | R-R-R-R-R-C-R-R- |
Stopa/Werbel :     | B-B-S--S-SBBS--S | B-B-S--S-SBBS--S | B-B-S--S-SB---S- | -SBBS--S-SB---S- |

```

## Inne popularne Breaki
Inne bity, używane w muzyce drum and bass, pochodzą z utworów takich jak:
Think (About It) Lyn Collins, Hot Pants, I’m Coming, Coming, I’m Coming (Bonus Beats) Bobby’ego Byrda,
Impeach The President grupy The Honey Drippers, Funky Drummer Jamesa Browna, a także Apache Incredible Bongo Band.
Wszystkie wyżej wymienione to utwory z lat 70. zawarte na Ultimate Breaks and Beats.
Inne sample to The ‘Horizons’ Break złożony głównie z dźwięków talerzy crash i splash, a także Tramen (znany też jako ‘FireFight’ Break) czy w końcu fragment piosenki Led Zeppelin When The Levee Breaks.